# Stênio Rezende
Stênio dos Santos Rezende (Vitorino Freire, 7 de dezembro  de 1963) é um médico, agropecuarista, empresário e político brasileiro.
Foi Deputado Estadual no estado do Maranhão entre 1999-2019, sendo substituído pela esposa Andreia.
Formado em medicina pela Universidade Federal do Maranhão, elegeu-se como deputado pela primeira vez em 1998, pelo PMDB, recebendo 18.520 votos. Foi reeleito em 2002 pelo PSD com 28.559 votos, em 2006 pelo PSDB com 30.402 votos, em 2010 novamente pelo PMDB, com 43.964 votos.
Em 2014, reelegeu-se na coligação com o PRTB, obtendo 41.857 votos. Não foi candidato nas eleições de 2018..
Em 26 de agosto de 2018, sofreu um grave acidente de carro no município de Olho D'água das Cunhãs, a 287 km de São Luís. No momento do acidente, estava em companhia da sua esposa Andreia Rezende, candidata a deputada estadual pelo DEM nas eleições deste ano. Sua esposa sofreu uma fratura e luxação na coluna vertebral e perdeu os movimentos das pernas.
Andreia Rezende foi eleita deputada estadual em 2018 pelo DEM e reeleita em 2022 pelo PSB com mais de 48 mil votos
É irmão do ex-prefeito de Vitorino Freire, Juscelino Rezende, e tio da ex-prefeita de Vitorino Freire Luana Bringel Rezende e do deputado federal Juscelino Filho.